# Parapsectris
Parapsectris is een geslacht van vlinders van de familie tastermotten (Gelechiidae).

## Soorten
- P. alfonsi Bidzilya, 2010
- P. amseli (Povolny, 1981)
- P. bruneosparsa Janse, 1958
- P. buettikeri (Povolny, 1986)
- P. carinata (Meyrick, 1911)
- P. curvisaccula Bidzilya, 2010
- P. exstincta (Meyrick, 1911)
- P. fastidiosa Meyrick, 1911
- P. ferax (Meyrick, 1913)
- P. feraxoides Bidzilya, 2010
- P. ferulata Meyrick, 1918
- P. griseoflavida Bidzilya, 2010
- P. konradi Bidzilya, 2010
- P. lacunosa (Meyrick, 1918)
- P. mappigera Meyrick, 1914
- P. modica Bidzilya, 2010
- P. neograpta Meyrick, 1914

- P. nigrifasciata Bidzilya, 2010
- P. ochrocosma (Meyrick, 1911)
- P. ochrostigma Bidzilya, 2010
- P. opaula (Meyrick, 1911)
- P. phoenaula (Meyrick, 1913)
- P. savannae Bidzilya, 2010
- P. similis (Povolny, 1981)
- P. tholaea Meyrick, 1911
- P. violae Bidzilya, 2010
- P. zetterstedtiella (Zeller, 1852)